# Уотт, Джейсон
Джейсон Уотт (англ. Jason Watt; родился 24 февраля 1970 года в Фредериксберге, Дания) — датский автогонщик.
- 2-кратный призёр чемпионатов Международной Ф-3000.
- Чемпион DTC 2002 года.

## Общая информация
В последние годы Уотт участвует в специальной программе реабилитации ветеранов войн, имеющих после участия в боевых действиях ограничения двигательной активности из-за ампутации конечностей или травм спинного мозга.

## Спортивная карьера
Джейсон впервые сел за руль карта в 1987 году. Проведя пять лет в различных соревнованиях он в 1992 году перебирается в национальное первенство Формулы-Форд 1600. где в первой же гонке приезжает на подиум.
В 1993 году датчанин перебирается в Великобританию, где с самого низа пытается пройти местную пирамиду «формулического» автоспорта. Старты в местных гонках начинаются многообещающе: Уотт сходу выигрывает зимнее первенство Формулы-Vauxhall Lotus, а в следующие два года он записывает на свой счёт чемпионские титулы в британской Формуле-Форд и евросерии Формулы-Opel, а также победу в Фестивале Формулы-Форд.
Быстрого перехода хотя бы в Международную Формулу-3000 не получается и в 1996 году Джейсон пробует себя в гонках кузовной техники, проведя сезон в ITC. Год за рулём Alfa Romeo команды JAS Motorsport приносит множество сходов, но несколько раз датчанин всё же добирается до очковой зоны, а во второй гонке этапа на Сильверстоуне финиширует на подиуме, уступив только Габриэле Тарквини и Юрки Ярвилехто. Продолжить участие в чемпионате не удаётся — серия прекратила своё существование в конце сезона по организационным причинам.
В более мелкие туринговые серии Уотт переходить не решился, вернувшись в 1997 году в «формулические» серии: было найдено финансирование для участия в Международной Формуле-3000, где удалось купить место третьего пилота в команде Super Nova Racing. Датчанин быстро привыкает к новой технике и уже после нескольких тестовых сессий показывает стабильные результаты на уровне десятки быстрейших пилотов пелотона. Несколько сверхудачные гонок в конце сезона (включая дебютную победу в серии — в Спа-Франкоршам) поднимают его на третьей место в личном зачёте. В данной серии Джейсон проводит затем ещё два года, подтверждая свой пилотский уровень, однако так ни разу и не взяв титул. Попытки найти себе место в Формуле-1 также оканчиваются ничем.
Между сезонами 1999 и 2000 годов Джейсон попал в серьёзную мотоциклетную аварию, из-за которой его тело оказалось парализовано ниже груди. ДТП фактически закрыло ему карьеру в «формулическом» автоспорте, а в гонках кузовной техники он выступал на специально модифицированной технике. Гонщик, под которого нужно готовить специальную версию машины, оказался особо никому не нужен, но датчанин, не потеряв желание гонятся остался в спорте, перейдя в национальный туринг. Здесь, при поддержке Peugeot, он вскоре начинает показывать всё более конкурентоспособные результаты, выигрывая гонки, а в 2002 году став чемпионом серии.
Периодически меняя технику, Джейсон остаётся в серии до момента её объединения со шведским турингом, стабильно входя в число лидеров пелотона по скорости. В 2008 году датчанин организовал собственную команду Team Bygma. Сам Джейсон стал одним из её пилотов. В дальнейшем команда выступала во многих кузовных сериях, в том числе и в чемпионате мира. В 2010 году Уотт привёл машину своей команды к третьему месту в общем зачёте датского чемпионата.
В 2012 году, из различного рода разногласий среди организаторов скандинавских туринговых первенств, Уотт предпочитает закончить свою карьеру в серьёзном автоспорте, лишь время от времени выходя на старт в полулюбительском датском чемпионате на машинах класса «легенды».

## Статистика результатов в моторных видах спорта

### Сводная таблица
| 1992 | Датская Формула-Форд 1600           | н/д                             | 1   | 0   | н/д | 0   | н/д   | 12-й |
| 1993 | Зимняя серия Формулы-Vauxhall Lotus | н/д                             | н/д | н/д | н/д | н/д | н/д   | 1-й  |
| 1994 | Британская Формула-Форд             | н/д                             | н/д | н/д | н/д | н/д | 186   | 1-й  |
| 1994 | Европейская Формула-Форд            | н/д                             | 3   | 0   | 1   | 1   | 40    | 3-й  |
| 1994 | Фестиваль Формулы-Форд              | Foundation Racing               | 1   | 0   | 0   | 1   |       | 1-й  |
| 1995 | Евросерия Формулы-Opel              | Opel Dealer Team Holland        | 13  | 6   | 7   | 7   | 211   | 1-й  |
| 1995 | Немецкая Формула-3                  | Opel Team BSR                   | 2   | 0   | 0   | 0   | 6     | 22-й |
| 1996 | Британская Формула-2                | Fred Goddard Racing             | 1   | 0   | н/д | 0   | 2     | 13-й |
| 1996 | DTM                                 | JAS Motorsport                  | 22  | 0   | 0   | 0   | 17    | 20-й |
| 1996 | ITC                                 | JAS Motorsport                  | 18  | 0   | 0   | 0   | 19    | 17-й |
| 1997 | Международная Формула-3000          | Den Blå Avis                    | 10  | 0   | 0   | 1   | 25    | 3-й  |
| 1998 | Международная Формула-3000          | Den Blå Avis                    | 12  | 1   | 0   | 1   | 30    | 4-й  |
| 1999 | Международная Формула-3000          | Super Nova Racing               | 10  | 1   | 0   | 2   | 30    | 2-й  |
| 1999 | DTC                                 | High Class Racing               | 2   | 0   | 0   | 0   | 12    | 13-й |
| 2000 | DTC                                 | Peugeot Sport Team              | 6   | 1   | 2   | 1   | 60    | 7-й  |
| 2000 | Sports Racing World Cup (класс SR1) | Den Blä Avis                    | 2   | 0   | 0   | 0   | 3     | 37-й |
| 2001 | DTC                                 | Peugeot Statoil Motorsport      | 16  | 3   | 3   | 5   | 140   | 2-й  |
| 2002 | DTC                                 | Peugeot Statoil Motorsport      | 16  | 1   | 0   | 1   | 298   | 1-й  |
| 2003 | DTC                                 | Peugeot Statoil Motorsport      | 16  | 0   | 0   | 0   | 152   | 6-й  |
| 2004 | DTC                                 | Peugeot Sport                   | 15  | 1   | 0   | 1   | 94    | 12-й |
| 2004 | ETCC                                | Peugeot Sport                   | 2   | 0   | 0   | 0   | 0     | НК   |
| 2005 | DTC                                 | Volvo Motorsport Danmark        | 16  | 0   | 0   | 0   | 83    | 11-й |
| 2005 | ADAC Кубок Volkswagen Polo          | н/д                             | 1   | 0   | 0   | 0   | 0     | НК   |
| 2006 | DTC                                 | Autoforum Racing Team Silkeborg | 18  | 0   | 0   | 0   | 66    | 12-й |
| 2007 | DTC                                 | Den Blå Avis Fleggaard Racing   | 24  | 0   | 0   | 0   | 107   | 13-й |
| 2008 | DTC                                 | Team Bygma Jason Watt Racing    | 24  | 0   | 0   | 1   | 212   | 6-й  |
| 2009 | DTC                                 | Team Bygma Jason Watt Racing    | 21  | 0   | 0   | 0   | 190   | 6-й  |
| 2009 | WTCC                                | Team Bygma Jason Watt Racing    | 2   | 0   | 0   | 0   | 0     | НК   |
| 2010 | DTC                                 | Team Bygma                      | 16  | 0   | 0   | 2   | 184.5 | 3-й  |
| 2010 | ScTCC                               | Team Bygma                      | 8   | 0   | 0   | 0   | 34    | 10-й |
| 2011 | ScTCC                               | Team Bygma                      | 7   | 0   | 0   | 1   | 27    | 17-й |
| 2012 | Датский кубок легенд                | Team Padborg Park               | 6   | 0   | 2   | 3   | 142.5 | 3-й  |

### Гонки на машинах с открытыми колёсами

#### Международная Формула-3000
| 1997 | Den Blå Avis | SIL 4  | PAU 12 | HEL НС | NUR 2  | PER НФ | HOC 4  | SPI НФ | SPA 1 | MUG 2  | JER НФ |        |       | 25 | 3-й |
| 1998 | Den Blå Avis | OSC 7  | IMO 1  | CAT 7  | SIL 3  | MON НФ | PAU НФ | SPI 3  | HOC 2 | HUN 10 | SPA 8  | PER НФ | NUR 2 | 30 | 4-й |
| 1999 | Super Nova   | IMO НФ | MON 2  | CAT НФ | MAG НФ | SIL 10 | SPI 4  | HOC 7  | HUN 6 | SPA 1  | NUR 1  |        |       | 30 | 2-й |

Жирным выделен старт с поул-позиции. Курсивом — быстрейший круг в гонке.

| Легенда к таблице |                                                                    |
| --- | ------------------------------------------------------------------ |
| В таблице перечислены результаты всех гонок, в которых принимал участие гонщик. Строками таблицы являются сезоны, столбцами — этапы соревнований. В каждой клетке указаны сокращённое название этапа и результат, дополнительно обозначенный цветом. Расшифровка обозначений и цветов представлена в нижеследующей таблице. |                                                                    |
| \| Пример \| Описание \| \| ------------ \| ------------------------------------------------------------------ \| \| 1 \| Победитель \| \| 2 \| Второе место \| \| 3 \| Третье место \| \| 5 \| Финишировал, заработав очки \| \| Сход \| Не финишировал, но при этом заработал очки \| \| 12 \| Финишировал, не получив очков \| \| НКЛ \| Финишировал, но не попал в финальную классификацию \| \| 15 \| Участвовал вне зачёта, либо по отдельной классификации \| \| 18 \| Не финишировал, но попал в финальную классификацию \| \| Сход \| Не финишировал \| \| НКВ \| Не прошёл квалификацию \| \| НПКВ \| Не прошёл предквалификацию \| \| ДСК \| Дисквалифицирован \| \| ИСК \| Исключён из протокола соревнований \| \| ТТ \| Заявлен для участия только в тренировках \| \| НС \| Участвовал в квалификации, но не стартовал в гонке \| \| Т \| Травмирован или болен \| \| ОТК \| Отказ от участия \| \| НТР \| Прибыл на соревнования, но на трассу не выезжал \| \| НПР \| Был заявлен в числе участников, но не прибыл к началу соревнований \| \| О \| Соревнования отменены \| \| \| Не участвовал \| \| Поул-позиция \| \| \| Быстрый круг \| \| |                                                                    |
| Пример | Описание                                                           |
| 1 | Победитель                                                         |
| 2 | Второе место                                                       |
| 3 | Третье место                                                       |
| 5 | Финишировал, заработав очки                                        |
| Сход | Не финишировал, но при этом заработал очки                         |
| 12 | Финишировал, не получив очков                                      |
| НКЛ | Финишировал, но не попал в финальную классификацию                 |
| 15 | Участвовал вне зачёта, либо по отдельной классификации             |
| 18 | Не финишировал, но попал в финальную классификацию                 |
| Сход | Не финишировал                                                     |
| НКВ | Не прошёл квалификацию                                             |
| НПКВ | Не прошёл предквалификацию                                         |
| ДСК | Дисквалифицирован                                                  |
| ИСК | Исключён из протокола соревнований                                 |
| ТТ | Заявлен для участия только в тренировках                           |
| НС | Участвовал в квалификации, но не стартовал в гонке                 |
| Т | Травмирован или болен                                              |
| ОТК | Отказ от участия                                                   |
| НТР | Прибыл на соревнования, но на трассу не выезжал                    |
| НПР | Был заявлен в числе участников, но не прибыл к началу соревнований |
| О | Соревнования отменены                                              |
| | Не участвовал                                                      |
| Поул-позиция |                                                                    |
| Быстрый круг |                                                                    |